# 올레그 시니에후보우

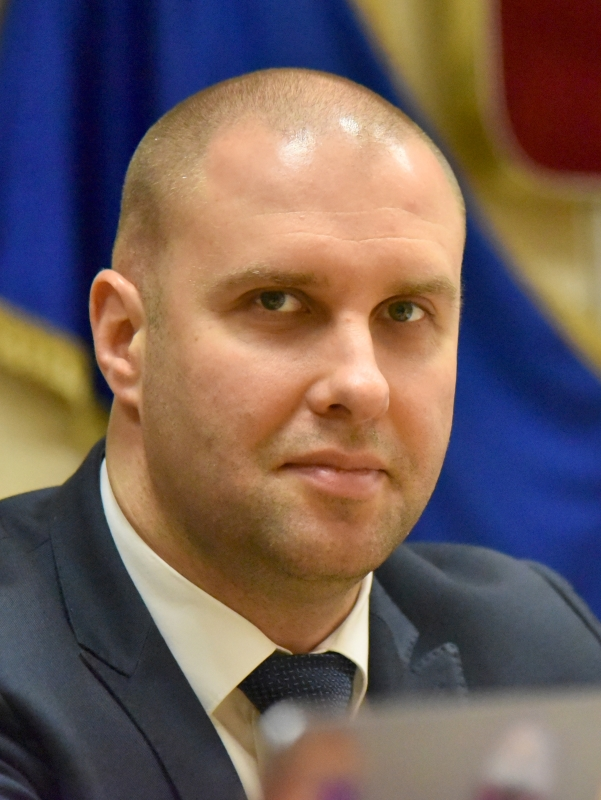

올레그 시니에후보우(우크라이나어: Олег Васильович Синыгубов, 1983년 8월 10일 ~ )는 우크라이나인 변호사, 과학자 및 기업가로, 폴타바주의 주지사(2019년 11월 11일 임명)를 거쳐 현재 하르키우주의 주지사(2021년 12월 24일부터)를 맡고 있다. 2022년 2월 24일 러시아 연방의 우크라이나 침공 이후 시니에후보우는 하르키우 지역 민군 행정부(HOVA)의 수장으로 임명되었다.